# Doutor Camargo
Doutor Camargo ist ein brasilianisches Munizip im Bundesstaat Paraná. Es hat 6.327 Einwohner (2022), die sich Camarguenser nennen. Seine Fläche beträgt 118 km². Es liegt 386 Meter über dem Meeresspiegel.

## Etymologie
Der Name stammt von der Companhia de Terras Norte do Paraná, die damit den Arzt Antonio Cândido Camargo ehrte. Er wurde in Campinas am 16. August 1864 geboren. Er studierte in Genf Medizin. Nach seiner Rückkehr ließ er sich in Limeira nieder. Er erlangte in Brasilien großen Ruhm als Chirurg. Er starb 1947 im Alter von 82 Jahren.

## Geschichte
Der Ort Doutor Camargo wurde von der Companhia de Terras Norte do Paraná, der heutigen Companhia Melhoramentos Norte do Paraná (CMNP), erschlossen. Das Gebiet wurde 1948 bis 1950 gerodet. Die ersten Straßen wurden 1950 gebaut. Der Verkauf von landwirtschaftlichen Grundstücken begann 1951. Der Plan sah für die Siedlung 55 Hektar vor, die in 558 Grundstücke und 15 Hektar öffentliche Flächen aufgeteilt wurden. Weitere sechs Hektar schenkte die CMTP der Gemeinde zur Anlage eines Fußballplatzes, eines Friedhofs, einer Kirche und einer Schule. Die Straßen der Stadt wurden nach verdienten Brasilianern benannt: Marschall Floriano Peixoto, Marschal Cândido Rondon, Duque de Caxias, General Carneiro, Almirante Tamandaré. Die Avenidas erhielten Namen von Gewässern der Gegend wie Ivaí, Paiçandú oder Andirá sowie von Bäumen wie Cedro oder Figueira.
Der erste Pionier, der 1949 in die Gemeinde kam, war Guilherme Pereira, der eine Hütte baute, die Bäume fällte und Pflanzen setzte. Aber erst ab 1951 kamen die ersten Einwohner aus den Bundesstaaten São Paulo und Minas Gerais, die von den dichten Wäldern mit viel Hartholz und von der Fruchtbarkeit des Bodens angezogen wurden.
Die Siedler begannen, indem sie die vorhandenen Harthölzer nutzten und in der Folge Kaffee anbauten. Sie brachten ihre landwirtschaftlichen Erfahrungen mit und konnten schon um 1952 mit dem Kaffeeanbau in großem Stil starten.
Von 1952 bis 1958 entwickelte sich die Region nur wenig, da 1955 die Kaffeeplantagen durch einen großen Frost fast vollständig zerstört wurden. Ab 1958 kamen neue Siedler aus verschiedenen Regionen Brasiliens. Dadurch nahm die landwirtschaftliche Bevölkerung wieder zu. Es wurden neue Kaffeeplantagen angelegt, was der Entwicklung der Stadt neuen Schub verlieh. Die Landwirtschaft florierte rasch und war bis Mitte der 1970er Jahre die wichtigste Wirtschaftstätigkeit.
Doutor Camargo wurde durch das Staatsgesetz Nr. 4842 vom 2. März 1964 in den Rang eines Munizips erhoben und am 14. Dezember 1964 als Munizip installiert.

## Geografie

### Fläche und Lage
Doutor Camargo liegt auf dem Terceiro Planalto Paranaense (der Dritten oder Guarapuava-Hochebene von Paraná) auf 23° 33′ 21″ südlicher Breite und 52° 13′ 04″ westlicher Länge. Es hat eine Fläche von 118 km². Es liegt auf einer Höhe von 386 Metern.

### Vegetation
Das Biom von Doutor Camargo ist Mata Atlântica. Bis zur Besiedlung war das Land von dichten Wäldern mit viel Hartholz bewachsen. Dazu gehörten unter anderem Peroba, Oleo-Pardo, Zeder, Zimt, Elfenbein, Röhren-Kassie, Canjarana, Ipê-roxo (violett), Ipê-Amarelo (gelb), Rosmarin, Pau-d'alho und Timburi.

### Klima
In Doutor Camargo herrscht tropisches Klima. Die meiste Zeit im Jahr ist mit erheblichem Niederschlag zu rechnen. Selbst im trockensten Monat fällt eine Menge Regen. Die Klimaklassifikation nach Köppen und Geiger lautet Af. Es herrscht im Jahresdurchschnitt eine Temperatur von 22,5 °C. Innerhalb eines Jahres gibt es 1539 mm Niederschlag.

### Gewässer
Der Ivaí bildet die südliche Grenze des Munizips. Zu ihm fließen auf der nördlichen Grenze der Ribeirão Bandeirantes do Sul und auf der südlichen Grenze der Ribeirão Paiçandu.

### Straßen
Doutor Camargo liegt an der PR-323 von Umuarama nach Maringá.

### Nachbarmunizipien
|           | Ourizona                                    | Paiçandu |
|           | Kompassrose, die auf Nachbargemeinden zeigt |          |
| Terra Boa | Ivatuba                                     |          |

## Stadtverwaltung
Bürgermeister: Édilen Henrique Xavier, PSD (2021–2024)
Vizebürgermeister: José Ricardo Oliveira Costa, PL (2021–2024)

## Demografie

### Bevölkerungsentwicklung
| Jahr | Einwohner | Stadt | Land |
| ---- | --------- | ----- | ---- |
| 1970 | 9.223     | 27 %  | 73 % |
| 1980 | 6.634     | 49 %  | 51 % |
| 1991 | 5.942     | 74 %  | 26 % |
| 2000 | 5.777     | 81 %  | 19 % |
| 2010 | 5.828     | 88 %  | 12 % |
| 2022 | 6.327     |       |      |

Quelle: IBGE (2011) und Volkszählung 2022

### Ethnische Zusammensetzung
| Gruppe *    | 1991    | 2000    | 2010    | wer sich als ...                                                                 |
| ----------- | ------- | ------- | ------- | -------------------------------------------------------------------------------- |
| Weiße       | 74,7 %  | 80,6 %  | 73,8 %  | weiß bezeichnet                                                                  |
| Schwarze    | 3,8 %   | 3,2 %   | 3,0 %   | schwarz bezeichnet                                                               |
| Gelbe       | 0,3 %   | 0,4 %   | 0,5 %   | von fernöstlicher Herkunft wie japanisch, chinesisch, koreanisch etc. bezeichnet |
| Braune      | 21,2 %  | 15,0 %  | 22,7 %  | braun oder als Mischung aus mehreren Gruppen bezeichnet                          |
| Indigene    | 0,0 %   | 0,0 %   | 0,0 %   | Ureinwohner oder Indio bezeichnet                                                |
| ohne Angabe | 0,0 %   | 0,7 %   | 0,0 %   |                                                                                  |
| Gesamt      | 100,0 % | 100,0 % | 100,0 % |                                                                                  |

*) Das IBGE verwendet für Volkszählungen ausschließlich diese fünf Gruppen. Es verzichtet bewusst auf Erläuterungen. Die Zugehörigkeit wird vom Einwohner selbst festgelegt.
Quelle: IBGE (Stand: 1991, 2000 und 2010)